# Kline (Familienname)
Kline ist der Familienname folgender Personen:
- Ardolph Loges Kline (1858–1930), US-amerikanischer Politiker
- Benjamin H. Kline (1894–1974), US-amerikanischer Kameramann
- Boštjan Kline (* 1991), slowenischer Skirennläufer
- Ernest Kline (1929–2009), US-amerikanischer Politiker
- Franz Kline (1910–1962), US-amerikanischer Maler
- Herbert Kline (1909–1999), US-amerikanischer Filmregisseur, Drehbuchautor und Filmproduzent
- Isaac Clinton Kline (1858–1947), amerikanischer Politiker
- Jeff Kline (* 1944), US-amerikanischer Automobilrennfahrer
- John Kline (* 1947), US-amerikanischer Politiker (Republikanische Partei)
- Josh Kline (* 1989), US-amerikanischer American-Football-Spieler
- Kevin Kline (* 1947), US-amerikanischer Schauspieler
- Lindsay Kline († 2015), australischer Cricketspieler
- Marcus C. L. Kline (1855–1911), US-amerikanischer Politiker
- Morris Kline (1908–1992), US-amerikanischer Mathematiker
- Nathan S. Kline (1916–1983), US-amerikanischer Psychiater
- Otis Adelbert Kline (1891–1946), US-amerikanischer Science-Fiction-Autor
- Richard Kline (Schauspieler) (Richard Klein; * 1944), US-amerikanischer Schauspieler und Fernsehregisseur
- Richard H. Kline (1926–2018), US-amerikanischer Kameramann
- Rick Kline (Richard C. Kline; * vor 1978), US-amerikanischer Tontechniker
- Teddy Kline (um 1900–nach 1930), US-amerikanischer Jazzmusiker und Bandleader